# 冬歌2
『冬歌2』（ふゆうた・ツー）は、様々なアーティストの冬の楽曲を集めたコンピレーション・アルバム。2005年11月23日発売。発売元はSony Music Direct。

## 解説
“冬”を舞台にした、または冬をイメージさせる様々な楽曲を収録したコンピレーション・アルバム第2弾。発売元はソニー・レコード系列であるが、いくつかの楽曲は、他社から音源を借りている。例えば、中島みゆき「ひとり上手」のライセンスはヤマハミュージックコミュニケーションズが所有している。
第1弾『冬歌』（2004年11月26日発売）同様に、1970年代・1980年代のフォークソング、アイドル歌謡曲、J-POPを中心とした選曲である。

## 収録曲
1. 大空と大地の中で（1977年6月25日）
  - 作詞・作曲: 松山千春、編曲: 青木望
  - 歌: 松山千春、アルバム『君のために作った歌』収録曲。
2. 冷たい雨（1976年4月20日）
  - 作詞・作曲: 荒井由実、編曲: 松任谷正隆
  - 歌: ハイ・ファイ・セット、1975年に荒井由実がバンバンの「『いちご白書』をもう一度」のB面用として提供した楽曲のカヴァー。1979年に松任谷由実がセルフカヴァー（1979年7月20日『OLIVE』収録）
3. 木綿のハンカチーフ（1975年12月21日）
  - 作詞: 松本隆、作曲: 筒美京平、編曲: 筒美京平・萩田光雄
  - 歌: 太田裕美、第27回NHK紅白歌合戦 歌唱曲。
  - 3rdアルバム『心が風邪をひいた日』（1975年12月5日）発売後程なく、リアレンジでリカットされた楽曲。
4. いい日旅立ち（1978年11月21日）
  - 作詞・作曲: 谷村新司、編曲: 川口真
  - 歌: 山口百恵、1986年に谷村新司がセルフカヴァー（シングル「祇園祭／いい日旅立ち」1986年1月25日）。
  - 国鉄（現：JR）キャンペーン・ソング。
5. 安奈（1979年10月5日）
  - 作詞・作曲・編曲: 甲斐よしひろ
  - 歌: 甲斐バンド
6. 風来坊（1977年7月21日）
  - 作詞・作曲: 山木康世、編曲: 瀬尾一三
  - 歌: ふきのとう
7. 案山子（1977年11月25日）
  - 作詞・作曲: さだまさし、編曲: 渡辺俊幸
  - 歌: さだまさし
  - NHK『夢・音楽館』（2005年1月13日）で、さだの楽曲から「あみん」のユニット名を引用した岡村孝子と本楽曲をセッションした。
8. ひとり上手（1980年10月21日）
  - 作詞・作曲: 中島みゆき、編曲: 萩田光雄
  - 歌: 中島みゆき、通算9枚目のシングルA面曲。
9. 真夜中のドア ～Stay with me～（1979年11月5日）
  - 作詞: 三浦徳子、作曲・編曲: 林哲司
  - 歌: 松原みき
10. 会いたい（1990年6月27日）
  - 作詞: 沢ちひろ、作曲: 財津和夫、編曲: 芳野藤丸
  - 歌: 沢田知可子、第42回NHK紅白歌合戦 歌唱曲。
  - テレビ朝日系『トゥナイト』エンディング・テーマ。アルバム『I MISS YOU』と同時発売された。
11. シャイニン・オン 君が哀しい（1985年4月21日）
  - 作詞・作曲: 千沢仁、編曲: LOOK
  - 歌: LOOK、デビュー・シングル。
  - 協和発酵 サントネージュ・ワイン（現在は発売元がアサヒビールへ移行） CMソング。
12. 渡良瀬橋（1993年1月25日）
  - 作詞: 森高千里、作曲・編曲: 斎藤英夫
  - 歌: 森高千里、2004年に松浦亜弥がカヴァー（シングル「渡良瀬橋」2004年10月20日）。
13. 陽はまた昇る（1979年4月20日）
  - 作詞・作曲: 谷村新司、編曲: 青木望
  - 歌: 谷村新司、第40回・第52回NHK紅白歌合戦 歌唱曲。
  - アルバム『喝采』から、同年6月5日にシングルカットされた楽曲。フジテレビ系ドラマ『陽はまた昇る』主題歌。
14. 少女（1972年10月21日）
  - 作詞・作曲: 五輪真弓、編曲: 五輪真弓・Robert Klimes
  - 歌: 五輪真弓、デビュー・シングル（同名アルバムと同時発売）。
15. 蒼い旅（1976年11月21日）
  - 作詞: 谷村新司、作曲: 岸田智史、編曲: 馬飼野康二
  - 歌: 岸田智史
16. 速達（1982年11月21日）
  - 作詞: 竜真知子、作曲: 馬場章幸、編曲: 瀬尾一三
  - 歌: ばんばひろふみ
17. 木枯しの精（1977年11月21日）
  - 作詞・作曲: 丸山圭子、編曲: 萩田光雄
  - 歌: 南沙織、初めて作詞・作曲に同一の女性シンガーソングライターを起用した楽曲。
18. 結婚しようよ（1972年1月21日）
  - 作詞・作曲: よしだたくろう、編曲: 加藤和彦
  - 歌: よしだたくろう、2008年2月に当楽曲をモチーフにした映画が公開された。

## 関連作品
- 春の桜と優雅に語らう17の知恵（2005年2月23日）
- 春歌（2006年3月1日）
- 夏歌（2004年6月23日）
- 夏歌2（2005年6月22日）
- 秋の夜長と上手につきあう17の知恵（2004年9月23日）
- 秋歌（2005年8月31日）
- 冬歌（2004年11月26日）